# Minna Krasa
Wilhelmine „Minna“ Krasa (* 1. März 1876 in Wien; † 20. April 1948 ebenda) war eine Pionierin der österreichischen Arbeiterinnenbewegung.

## Leben und Wirken
Krasa lernte schon als Kind bei heimlichen politischen Zusammenkünften in der elterlichen Wohnung Genossen der seit ihrer Gründung 1889 immer wieder verbotenen sozialdemokratischen Arbeiterpartei SDAP kennen, deren Mitglied der Vater schon seit der Frühphase der sozialdemokratischen Arbeiterbewegung war. Bereits als junge Buchbinderin schloss Krasa sich der Gewerkschaft an und war 25 Jahre Obfrau der Gewerkschaft der Buchbinder und Papierarbeiter. In dieser Zeit erhielt sie eine Ausbildung als Rednerin durch den Arbeiterinnen-Bildungsverein sowie im Döblinger Wahlverein und kümmerte sich um gewerkschaftliche Beratung von Kollegen und insbesondere Kolleginnen, organisierte und verhandelte bei Lohnkämpfen und nahm als Delegierte bei internationalen Berufskongressen, Gewerkschaftstagungen und Frauenkonferenzen teil. 
Außer in der Gewerkschaft engagierte Krasa sich auch in anderen politischen Organisationen der SDAP. 1894 bis 1900 war sie Herausgeberin der Arbeiterinnen-Zeitung. 
1932 ging Krasa bedingt durch ein Augenleiden in den Ruhestand, blieb aber vor allem 1934 bis 1945, während des Austrofaschismus und des nationalsozialistischen Regimes aktiv, indem sie trotz des Verbots gewerkschaftlicher Tätigkeiten, versuchte, mit den Kollegen in Kontakt zu bleiben.